# M (빅뱅의 음반)

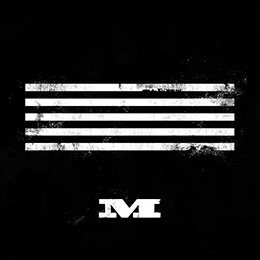
"M" 버전 (Black) 앨범 커버

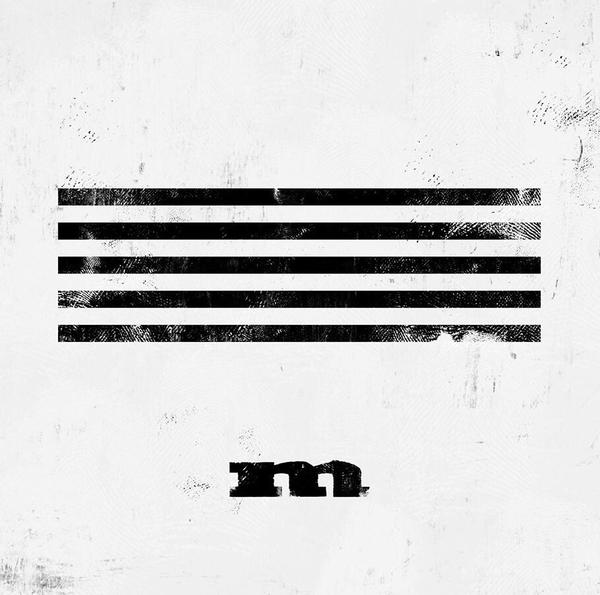
"m" 버전 (White) 앨범 커버

〈M〉은 대한민국의 음악 그룹 빅뱅의 네 번째 싱글 음반으로 "MADE 시리즈"의 첫 싱글 음반이다. 또한 3년 동안의 공백 후 발매되는 컴백 앨범이자 그들에게는 9년만의 한국에서 발매되는 싱글 음반이기도 하다.

## 앨범 사양
이 음반은 두 곡 모두 타이틀 곡으로 2015년 4월 30일 24시간 전에 사전 오픈 되었으며, 5월 1일 아이튠즈, 멜론과 기타 온라인 음악 포털 사이트를 통해 전 세계에 발매되었다.
앨범은 2가지 다른 버전; M (블랙)과 m (화이트)로 구성되었다. 하나는 CD와 소책자 (24p)와 다른 하나는 CD, Booklet (24p) + 스페셜 키트 (퍼즐 티켓, 5 포토 카드와 1 리미티드 카드) + 포스터가 봉입 되어 있다.

## 배경
2015년 4월 17일, YG 엔터테인먼트는 첫 티저 사진을 공개하였다. 이후, 빅뱅의 BIGBANG MADE 2015 World Tour 트레일러 영상을 공개하였다. YG 엔터테인먼트는 빅뱅의 "MADE 시리즈" : M의 타이틀 곡과 세 번째 티저 사진을 공개하였다.
지드래곤은 5월 25일과 26일, BIGBANG MADE 2015 World Tour 공연에서 “오랜만에 나오는 거라 좋은 앨범을 들고 나와야 한다는 부담감이 컸다. 작년에 음악을 많이 만든 것은 아니지만 슬럼프 아닌 슬럼프여서 걱정을 많이 했다.”고 밝히며 “슬럼프가 있었지만 하니까 또 되더라. 역시 음악을 해야 되는구나 생각하면서 올해부터 멤버들과 더 열심히 작업했다.”고 고백했다.

## 상업적인 퍼포먼스
M은 이틀만에 130,130장의 음반을 판매하며 가온 차트에서 1위를 기록했고, 4월 월간 2위를 차지했다. 이 음반은 2015년 상반기 동안 137,261장을 판매했다. 중국에서는 400,000장의 음반 판매량을 기록했다.
빅뱅은 빌보드 월드 디지털 송 차트에서 "Loser"는 1위, "BAE BAE"는 2위를 기록했다. 이 두 곡의 뮤직 비디오는 빌보드에 따르면 (4월간) 각각 3위, 4위를 기록하며 K-pop 뮤직 비디오 중에서 가장 높은 조회수를 기록했다.

## 프로모션
빅뱅은 BIGBANG MADE 2015 World Tour에서 첫 무대를 선보였고, 2015년 5월 3일 《SBS 인기가요》에서 첫 컴백 무대를 가졌다. 5월 6일부터 10일까지, YG 엔터테인먼트는 "BAE BAE"의 스페셜 클립 영상을 공개했다. 빅뱅은 5월 7일, Mnet 《엠카운트다운》에서 두 번째 컴백 무대를 가졌다. 또한 빅뱅은 5월 20일 방송 된 KBS 버라이어티 쇼 《해피투게더 시즌3》에 멤버 전원이 오랜만에 단체로 출연하기도 했다.

## 커버
2015년 5월, 빅뱅의 "Loser" 와 "BAE BAE"의 커버 영상을 업로드하는 형식의 커버 콘테스트가 열렸다. 빅뱅의 공식 유튜브 채널을 통해 참가한 이 음반의 우승자는 YG 엔터테인먼트의 오디션을 볼 수 있는 기회가 주어지게 되며, 2015년 5월 18일부터 29일까지 진행되었다. 총 404 편의 비디오가 지원을 해 6월 19일에 우승자가 발표 되었다.

## 트랙 리스트
| #            | 제목         | 작사                   | 작곡                   | 편곡         | 재생 시간 |
| ------------ | ------------ | ---------------------- | ---------------------- | ------------ | --------- |
| 1.           | 〈LOSER〉    | TEDDY, T.O.P, G-DRAGON | TEDDY, 태양            | TEDDY        | 3:39      |
| 2.           | 〈BAE BAE〉  | G-DRAGON, TEDDY, T.O.P | TEDDY, G-DRAGON, T.O.P | TEDDY        | 2:49      |
| 총 재생 시간 | 총 재생 시간 | 총 재생 시간           | 총 재생 시간           | 총 재생 시간 | 6:28      |

| #  | 제목                | 작사                   | 작곡                   | 편곡  | 재생 시간 |
| -- | ------------------- | ---------------------- | ---------------------- | ----- | --------- |
| 1. | 〈LOSER〉           | TEDDY, T.O.P, G-DRAGON | TEDDY, 태양            | TEDDY | 3:39      |
| 2. | 〈BAE BAE〉         | G-DRAGON, TEDDY, T.O.P | TEDDY, G-DRAGON, T.O.P | TEDDY | 2:49      |
| 3. | 〈LOSER (Inst.)〉   | TEDDY, T.O.P, G-DRAGON | TEDDY, 태양            | TEDDY | 3:39      |
| 4. | 〈BAE BAE (Inst.)〉 | G-DRAGON, TEDDY, T.O.P | TEDDY, G-DRAGON, T.O.P | TEDDY | 2:49      |

## 차트
| 차트                                | 최고 순위 |
| ----------------------------------- | --------- |
| 대한민국 가온 주간 차트             | 1         |
| 대한민국 가온 월간 차트(4월 선주문) | 2         |
| 타이완 (G-Music)                    | 15        |

## 판매량
| 차트     | 판매량  |
| -------- | ------- |
| 대한민국 | 137,261 |
| 중국     | 402,442 |

## 발매
| 국가     | 날짜            | 포맷                     | 라벨                     |
| -------- | --------------- | ------------------------ | ------------------------ |
| 대한민국 | 2015년 5월 1일  | CD 싱글, 디지털 다운로드 | YG 엔터테인먼트, KT 뮤직 |
| 세계     | 2015년 5월 1일  | CD 싱글, 디지털 다운로드 | YG 엔터테인먼트, KT 뮤직 |
| 일본     | 2015년 5월 27일 | CD 싱글, 디지털 다운로드 | YG 엔터테인먼트, YGEX    |